# Idan Raichel
Idan Raichel (hebrejsky: עידן רייכל, * 12. září 1977, Kfar Saba, Izrael) je izraelský zpěvák a hudebník. Společně s dalšími hudebníky vytvořili uskupení Idan Raichel Project (hebrejsky: הפרוייקט של עידן רייכל), v jehož hudbě se prolíná tradiční hebrejské texty s etiopskou hudbou. Jeho debutové album se stalo třikrát platinové. Před zapojením do Projektu působil Raichel jako klávesista. V červenci 2007 se Idan Raichel Project zúčastnil festivalu Colours of Ostrava.